# Passage Barrault
Pour les articles homonymes, voir Barrault.
Le passage Barrault est une voie du 13e arrondissement de Paris située dans le quartier de la Butte-aux-Cailles.

## Situation et accès
Le passage Barrault commence rue des Cinq-Diamants et se termine rue Barrault. Voie pavée en forte pente, elle est bordée de nombreuses maisons de ville, la plupart avec cour ou jardin.

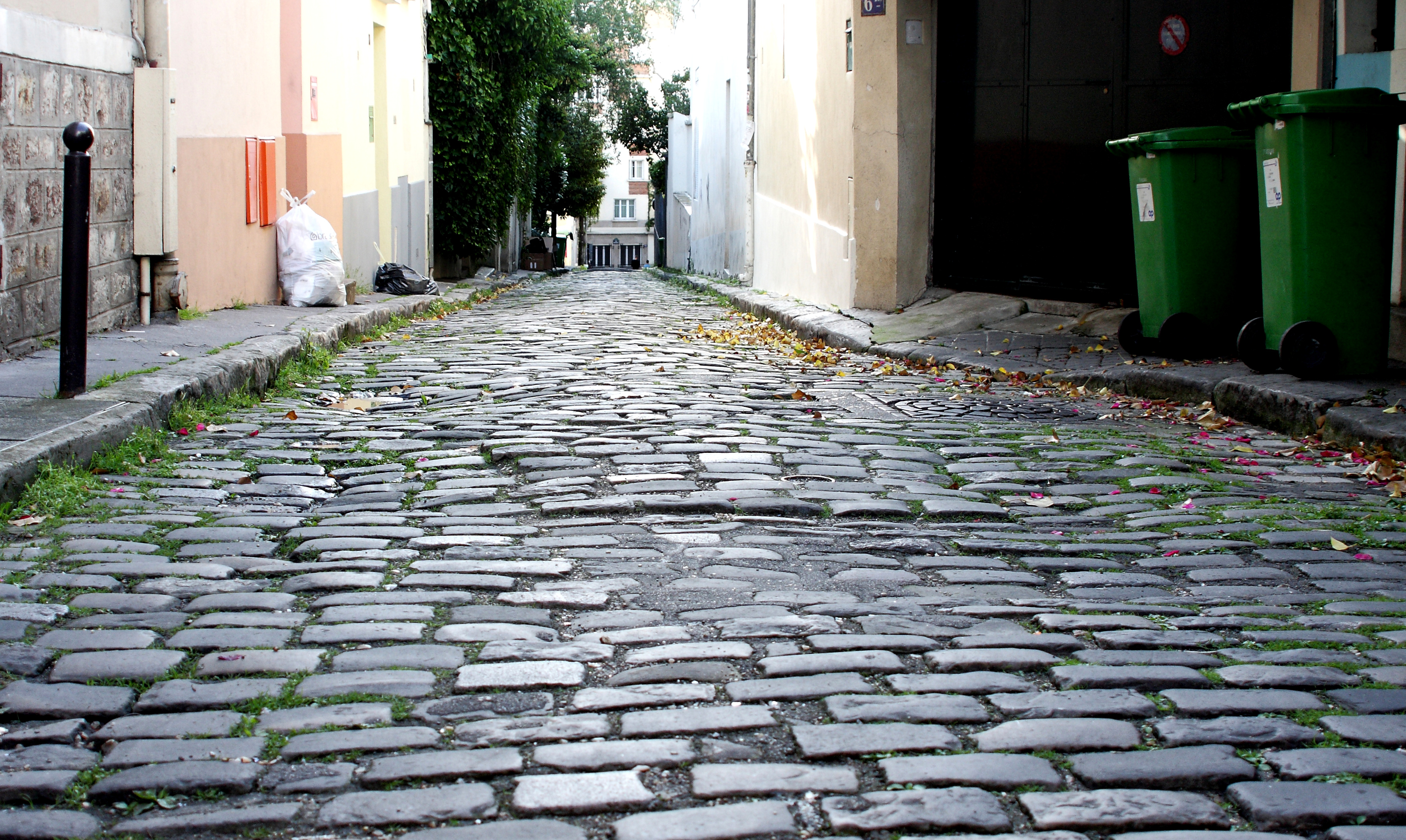
Une voie pavée.
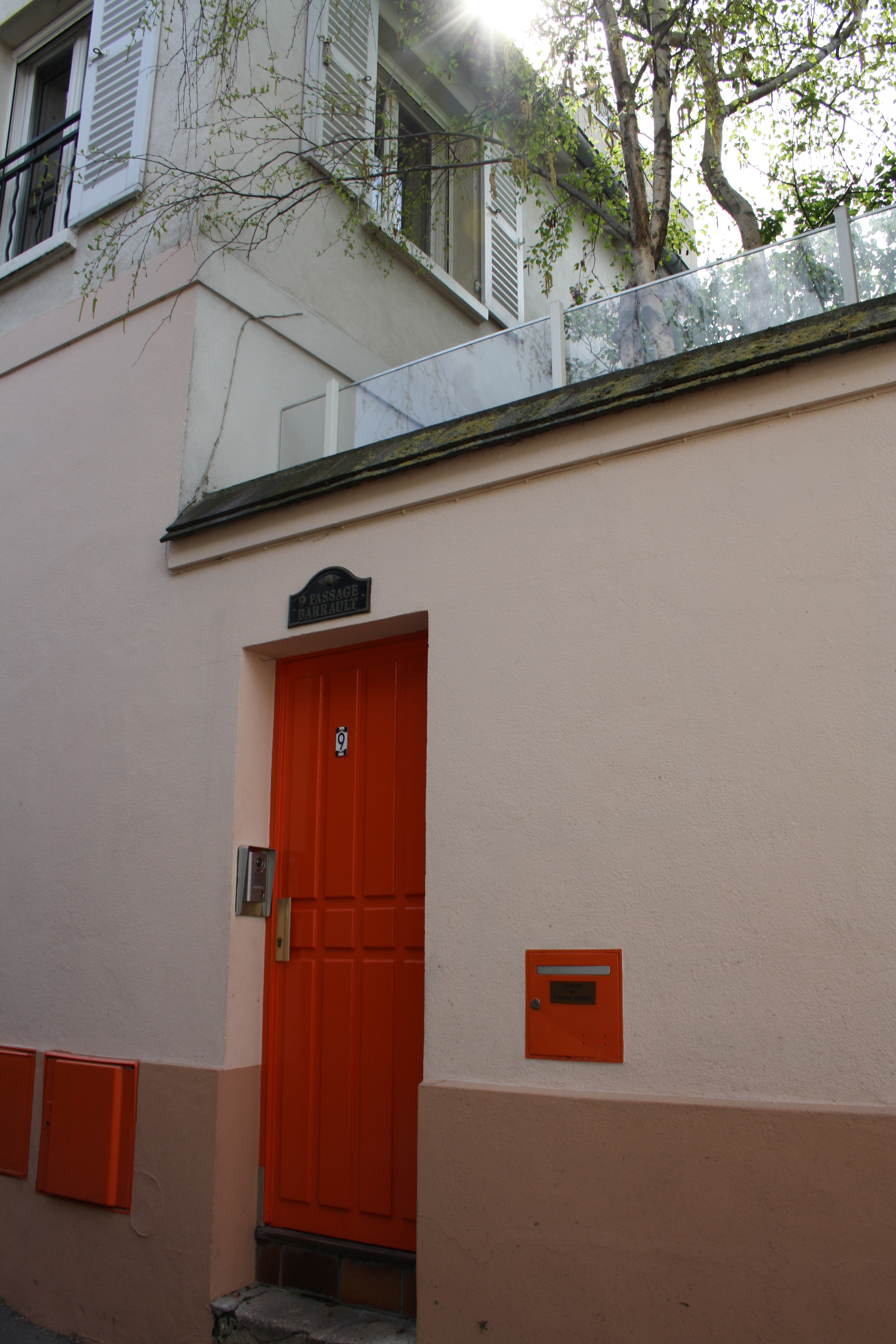
Numéro 9.
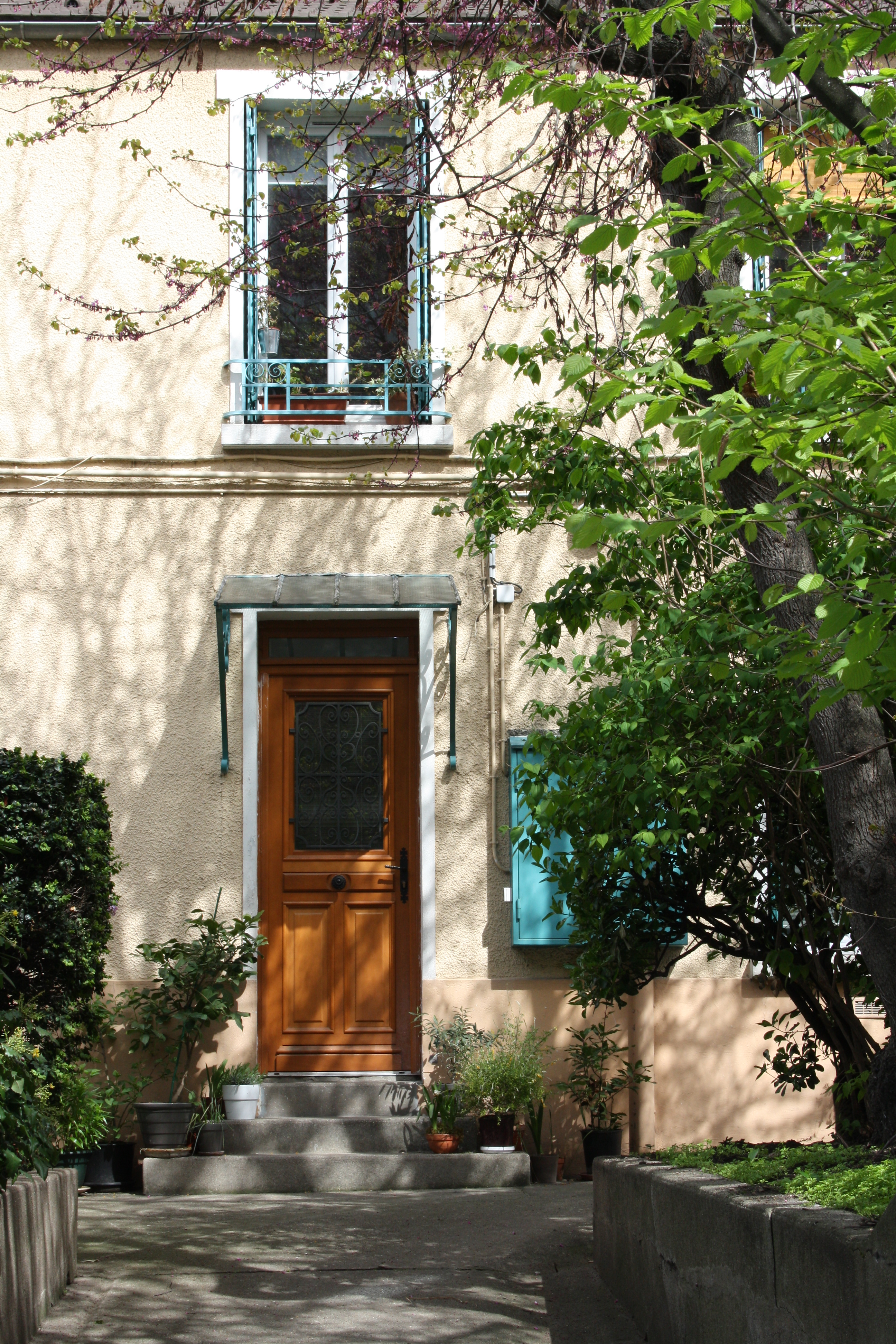
Autre maison de ville.

## Origine du nom
Elle porte le nom d'un ancien propriétaire sur les terrains duquel elle avait été ouverte.

## Historique
Il s'agit d'une ancienne voie privée, jadis appelée « passage Dubois », qui a reçu en 1873 sa dénomination actuelle.
Cette voie est comprise dans la zone des anciennes carrières.

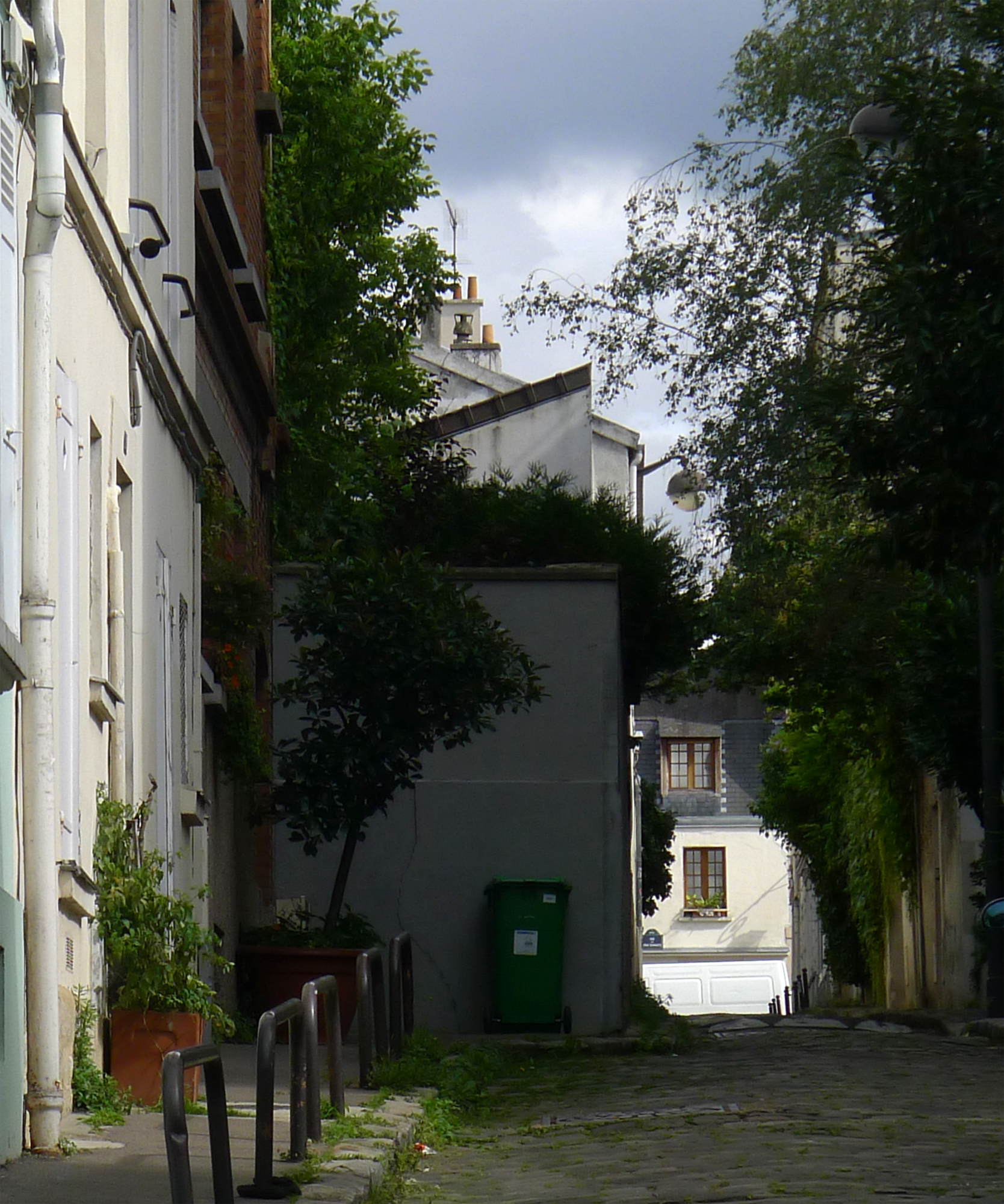
Vers le haut du passage.
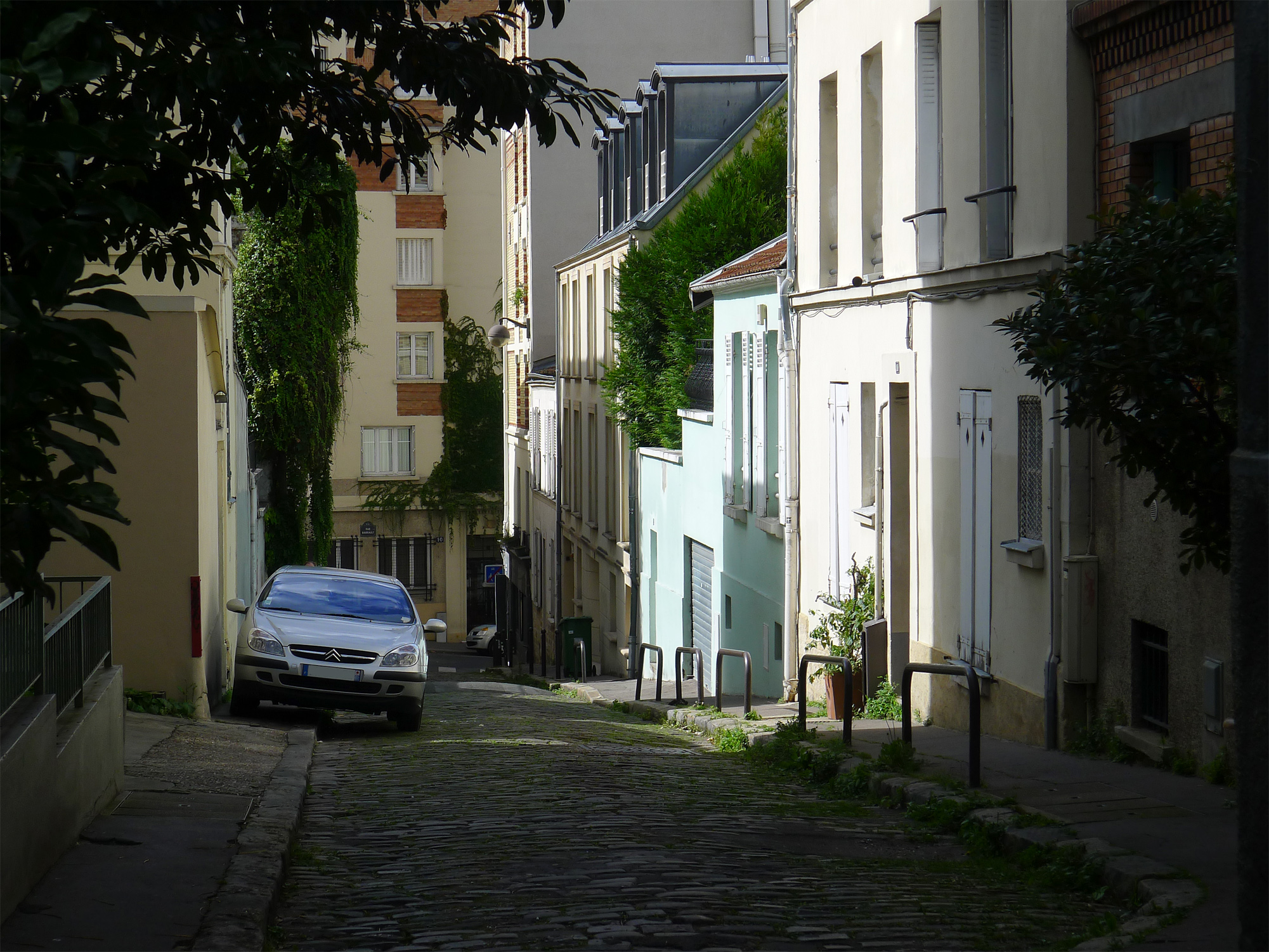
Vers le bas.
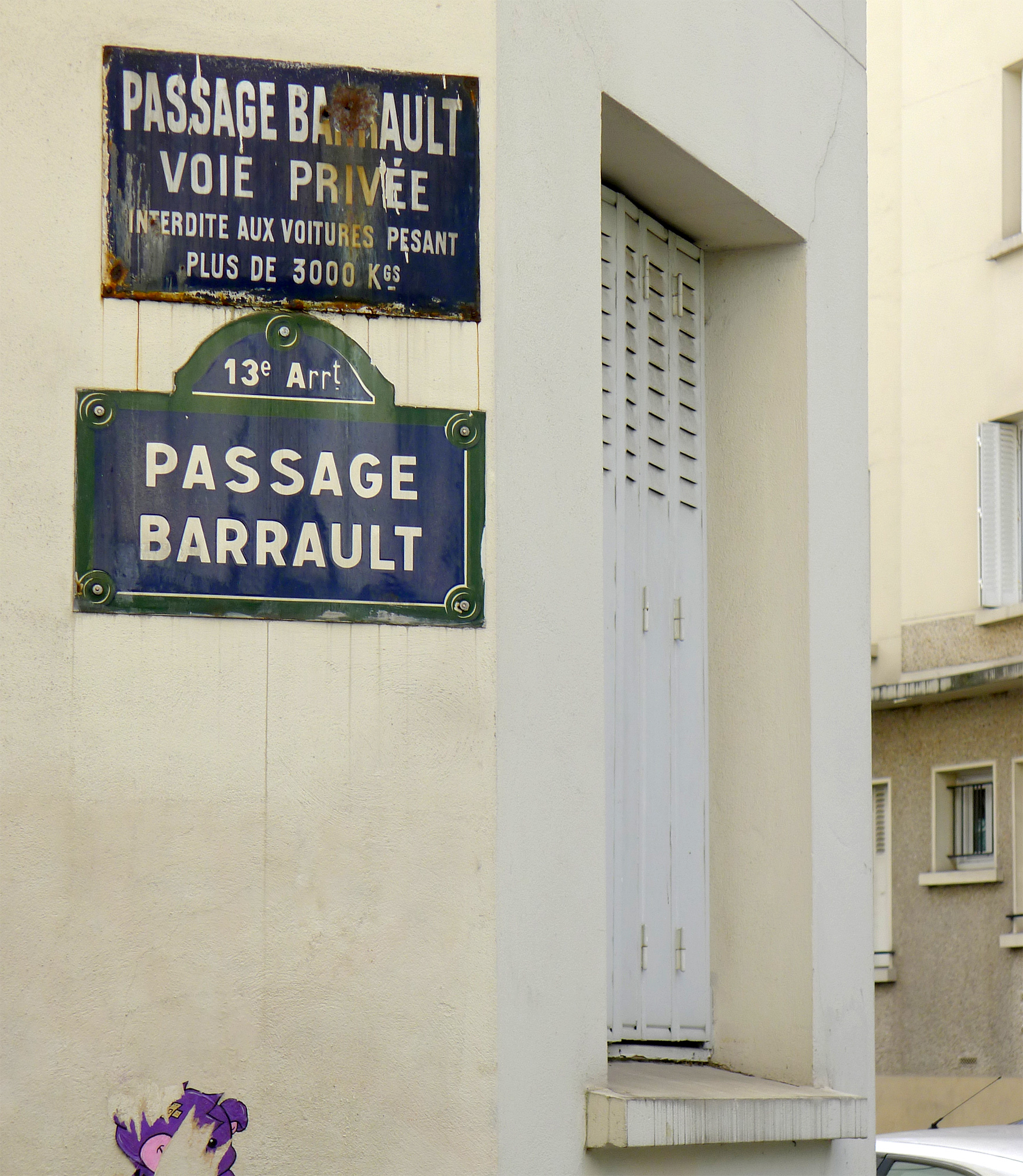
Plaques actuelle et ancienne.

## Bâtiments remarquables et lieux de mémoire
L'art urbain est présent dans cette rue.

Passage Barrault, à l'intersection avec la rue Barrault, le 15 août 2021.